# Halterofilismo nos Jogos Olímpicos de Verão de 2004 - Mais de 105 kg masculino
A competição da categoria acima de 105 kg masculino do halterofilismo nos Jogos Olímpicos de Verão de 2004 realizou-se no dia 25 de agosto em Atenas. Um total de 17 atletas competiram.

## Medalhistas
| Ouro   | IRI Hossein Rezazadeh   |
| Prata  | LAT Viktors Ščerbatihs  |
| Bronze | BUL Velitchko Tcholakov |

## Resultados
| Pos. | Nome                      | Arranco (kg) | Arremesso (kg) | Total (kg) |
| ---- | ------------------------- | ------------ | -------------- | ---------- |
| 1    | IRI Hossein Rezazadeh     | 210,0        | 263,5 (RO)     | 472,5      |
| 2    | LAT Viktors Ščerbatihs    | 205,0        | 250,0          | 455,0      |
| 3    | BUL Velitchko Tcholakov   | 207,5        | 240,0          | 447,5      |
| 4    | UKR Guennadi Krassilnikov | 200,0        | 240,0          | 440,0      |
| 5    | UKR Olexi Kolokoltsev     | 195,0        | 242,5          | 437,5      |
| 6    | POL Paweł Najdek          | 190,0        | 240,0          | 430,0      |
| 7    | USA Shane Hamman          | 192,5        | 237,5          | 430,0      |
| 8    | KOR An Yong-Kwon          | 202,5        | 225,0          | 427,5      |
| 9    | UZB Igor Khalilov         | 187,5        | 232,5          | 420,0      |
| 10   | POL Grzegorz Kleszcz      | 190,0        | 225,0          | 415,0      |
| 11   | EGY Mohamed Masoud        | 185,0        | 220,0          | 405,0      |
| 12   | JPN Takanobu Iwazaki      | 170,0        | 215,0          | 385,0      |
| 13   | GUA Joel Bran             | 160,0        | 210,0          | 370,0      |
| 14   | NRU Itte Detenamo         | 155,0        | 192,5          | 347,5      |
| —    | GER Ronny Weller          | 195,0        | —              | DNF        |
| —    | NOR Stian Grimseth        | 185,0        | —              | DNF        |
| —    | ARM Achot Danielian       | —            | —              | DNF        |